# Richea
Richea is een geslacht uit de heidefamilie (Ericaceae). Het geslacht telt elf soorten die endemisch zijn in Australië, waar ze voorkomen in de zuidelijk gelegen deelstaat Victoria en op Tasmanië.

## Soorten
- Richea acerosa (Lindl.) F.Muell.
- Richea alpina Menadue
- Richea angustifolia B.L.Burtt
- Richea continentis B.L.Burtt
- Richea curtisiae A.M.Gray
- Richea dracophylla R.Br.
- Richea gunnii Hook.f.
- Richea milliganii (Hook.f.) F.Muell.
- Richea pandanifolia Hook.f.
- Richea procera (F.Muell.) F.Muell.
- Richea scoparia Hook.f.
- Richea sprengelioides (R.Br.) F.Muell.
- Richea victoriana Menadue

... · 
Acrothamnus · 
Acrotriche · 
Agapetes · 
Agarista · 
Andersonia · 
Andromeda · 
Arbutus · 
Arctostaphylos · 
Calluna · 
Cassiope · 
Chimaphila · 
Daboecia · 
Dracophyllum · 
Empetrum · 
Enkianthus · 
Erica (Dophei) · 
Kalmia · 
Leptecophylla · 
Moneses · 
Monotropa · 
Orthilia · 
(Oxycoccus (Veenbes)) · 
Pieris · 
Pyrola (Wintergroen) · 
Rhododendron (Rododendron) · 
Vaccinium (Bosbes) . 
Woollsia . 
...